# Cydnidae
Cydnidae Billberg, 1820, è una famiglia di insetti Pentatomomorfi dell'ordine Rhynchota Heteroptera, superfamiglia Pentatomoidea. Rappresenta uno dei raggruppamenti più rappresentativi della superfamiglia in quanto largamente diffusa nel mondo e composta da 750 specie.

## Descrizione
I Cydnidae sono insetti dal corpo compatto e robusto, con dorso convesso e profilo ellittico, con dimensioni che possono arrivare ai 2 cm di lunghezza nelle specie più grandi. Il tegumento è di colore generalmente nero e uniforme e spesso presenta processi spinosi sul capo, sul pronoto e nelle tibie. Le antenne sono composte da 5 articoli. Lo scutello è ben sviluppato, di forma triangolare, e ricopre la parte prossimale dell'addome, ma non le emielitre, di cui è evidente il margine di separazione fra corio e clavo. Le zampe hanno le tibie sempre fornite di processi spinosi ed hanno tarsi composti da tre segmenti. Le coxe del secondo e terzo paio sono frangiate da setole rigide.

## Biologia e diffusione
I Cydnidae sono per la maggior parte insetti terricoli che vivono, in tutti gli stadi di sviluppo, sotto la superficie del terreno o sotto i sassi. Vivono a spese delle radici, ma la letteratura cita anche casi di specie che si alimentano a spese degli steli o di semi caduti sul terreno. Alcune specie sono d'interesse agrario in quanto dannose alle coltivazioni.
Le ovideposizioni avvengono nel terreno.
La famiglia è cosmopolita, ma la maggiore diffusione di specie si ha nelle regioni tropicali.

## Sistematica
La posizione sistematica di questo raggruppamento sistematico al rango di famiglia risale fino all'epoca della sua descrizione da parte di BILLBERG, mentre controversa è la suddivisione interna. Secondo lo schema tassonomico di LIS et al. (2000), la famiglia comprende 750 specie ripartite in 120 generi e si suddivide in sottofamiglie e tribù secondo il seguente schema:
- Cephalocteinae
  - Cephalocteini
  - Scaptocorini
- Cydninae
  - Cydnini
  - Geotomini
- Sehirinae
- Thyreocorinae

Questa suddivisione, che rappresenta un'implementazione della revisione di SCHUH & SLATER (1995) è in totale o parziale disaccordo con gli schemi tassonomici di altre fonti che, fanno capo fondamentalmente a lavori che si sono susseguiti dagli anni sessanta agli anni ottanta. Sulla base di questo quadro incerto, diverse fonti citano a parte i Thyreocorinae al rango di famiglia, oppure includono la famiglia Thaumastellidae al rango di sottofamiglia, oppure considerano raggruppamenti interni alternativamente come tribù o sottofamiglie.

### Alcune specie

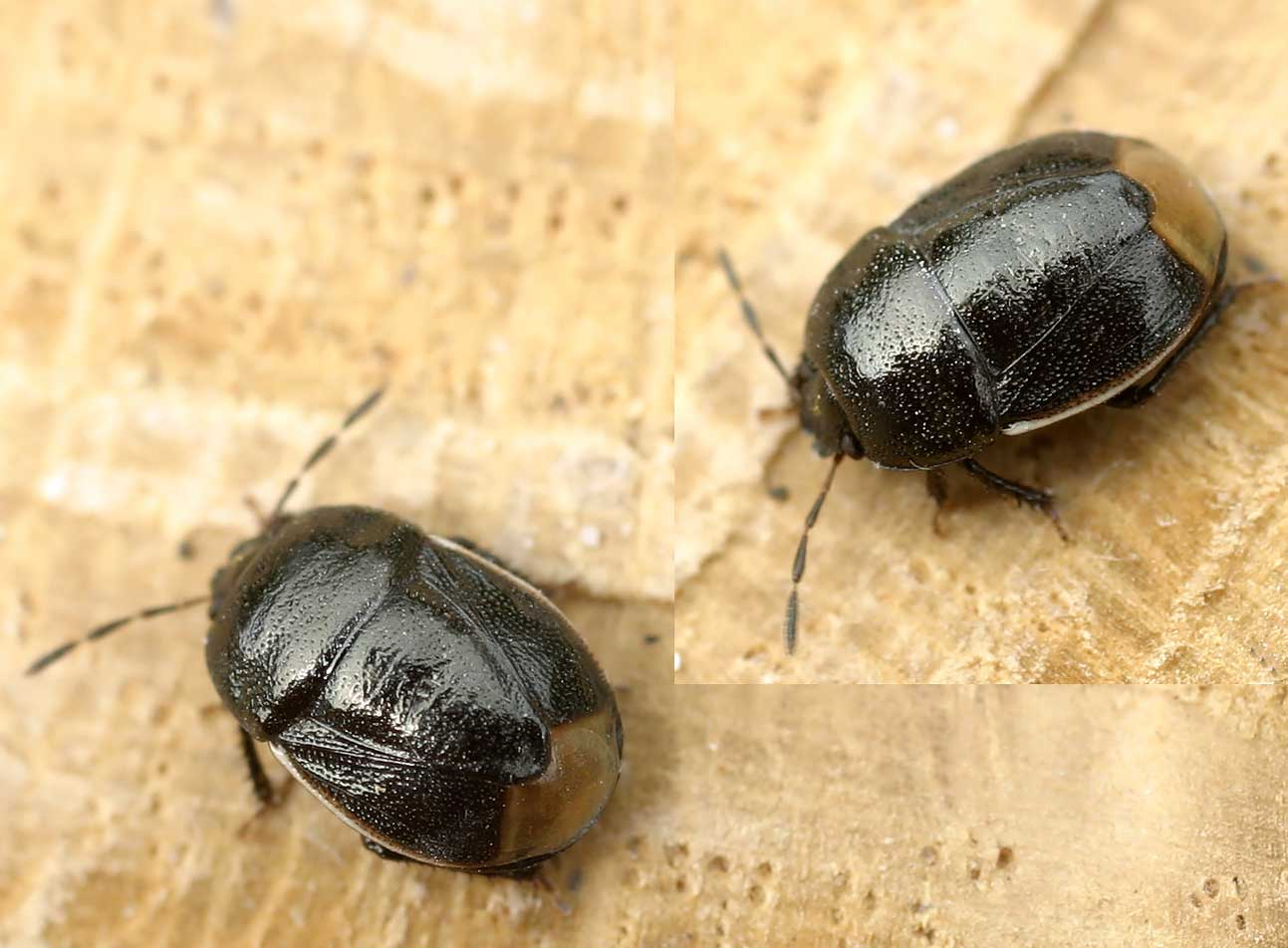
Canthophorus dubius
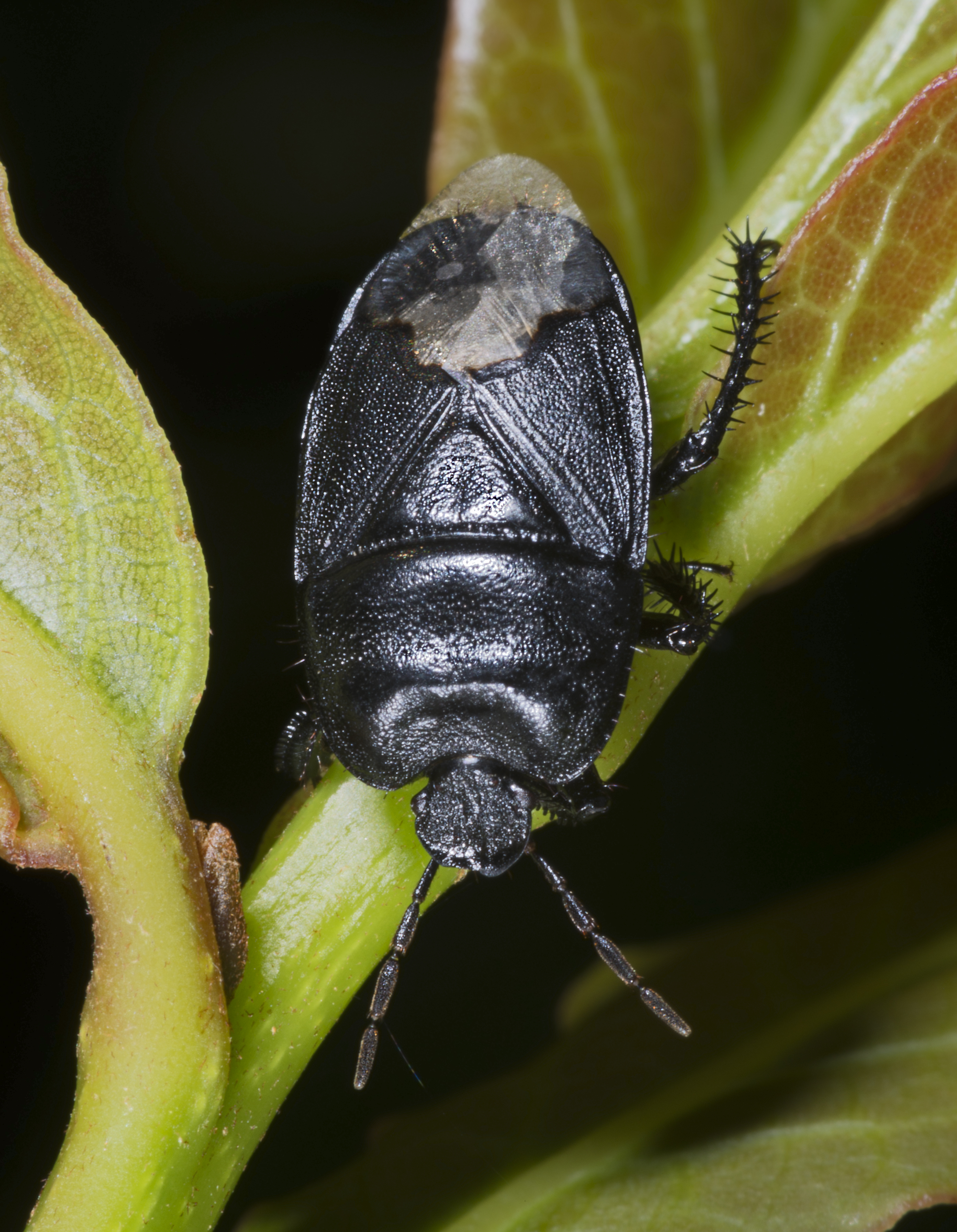
Cydnus aterrimus
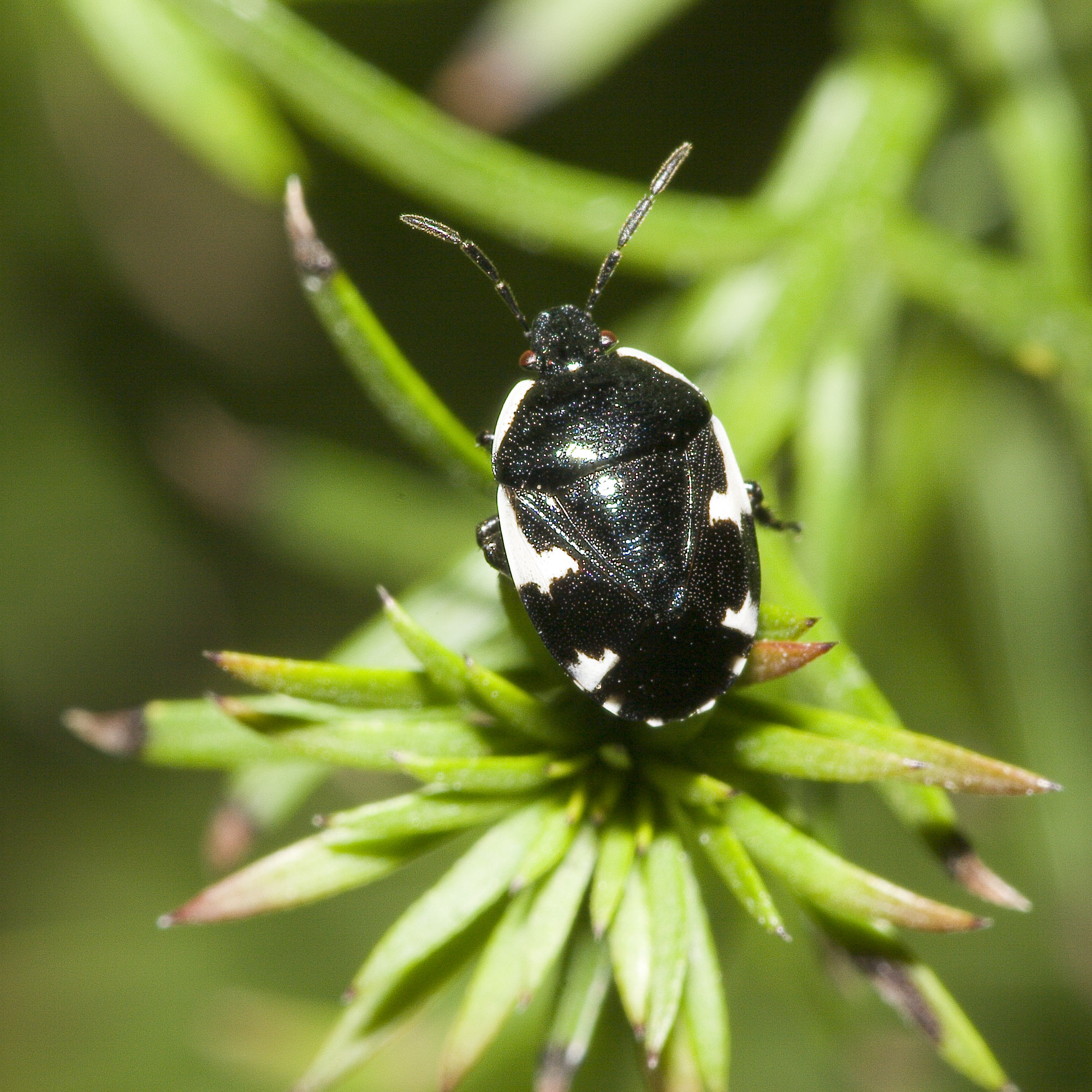
Tritomegas sexmaculatus
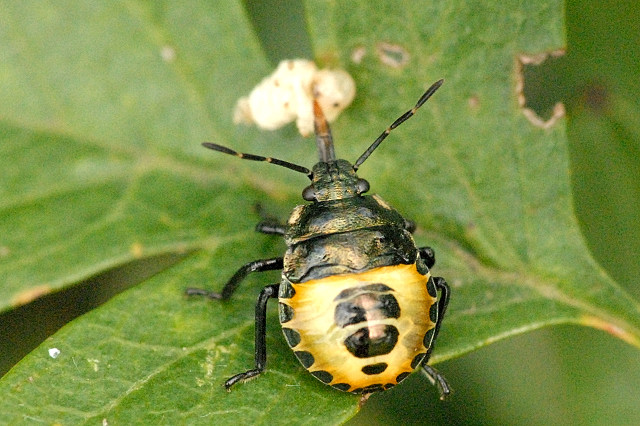
Tritomegas bicolor (ninfa)